# Unryū Hisakichi

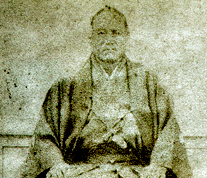
Unryū como toshiyori.

Unryū Hisakichi (雲龍 久吉 en idioma japonés, nacido en septiembre de 1822 como Shiotsuka Hisakichi (塩塚 久吉 en idioma japonés) y luego cambiado a Satō Yoshitarō (佐藤 喜太郎 en idioma japonés) en Yanagawa, Chikugo, Japón; y fallecido el 15 de junio de 1890) fue un luchador de sumo. Fue el décimo yokozuna de este deporte.

## Carrera
Nació en Yanagawa, Fukuoka. Perdió a sus padres y a su abuela en 1833. Hizo su debut en el sumo en Osaka en mayo de 1846. Se mudó a Edo en 1847. Fue ascendido a makuuchi en febrero de 1852.
Unryū fue un luchador fuerte al comienzo de su carrera. Tuvo el equivalente de cuatro campeonatos consecutivos al ingresar a makuuchi (aquellos antes del sistema de campeonato establecido en 1909). Con ocasión de la visita de Matthew C. Perry a Japón, tuvo la oportunidad de mostrar su destreza en el sumo en un torneo al que asistieron Perry y sus asesores militares. Fue ascendido a ōzeki en enero de 1858.
Se le otorgó una licencia de yokozuna en septiembre de 1861, pero para ese momento ya había superado la cima y no pudo ganar un número significativo de combates después de eso. En makuuchi, ganó 127 combates y perdió 32 combates, registrando un porcentaje ganador de 79,9%.

## Retiro del sumo
Después de su retiro en febrero de 1865, permaneció en el mundo del sumo como anciano. Fue el presidente (fudegashira) del sumo de Tokio a principios de la Era Meiji, y adquirió una reputación de honestidad.
El nombre de un estilo de yokozuna dohyō-iri (la ceremonia de entrada al anillo del yokozuna) vino de él. Se dijo que su danza de ritual era hermosa, pero no se ha demostrado que haya realizado la danza de ritual al estilo Unryū. Se dice que su estilo fue imitado por Tachiyama Mineemon, pero el estilo de Tachiyama ahora se llama estilo Shiranui. Esto se debió al experto en sumo Kozo Hikoyama, quien sin investigar adecuadamente, calificó el estilo de Tachiyama como el de Shiranui Kōemon, mientras que en realidad fue creado por Unryū. Hikoyama era una autoridad tal que nadie le contradecía, y el nombre Shiranui se ha quedado.

## Historial
1847
| Año (Honbasho) | Haru Basho (marzo) (ciudad de Tokio) | Fuyu Basho (noviembre) (ciudad de Tokio) | Victorias / Derrotas / Ausencias / Empates / Retenciones |
| 1847           | —                                    | ¿?                                       | ¿?                                                       |

1848
| Año (Honbasho) | Haru Basho (enero) (ciudad de Tokio) | Fuyu Basho (noviembre) (ciudad de Tokio) | Victorias / Derrotas / Ausencias / Empates / Retenciones |
| 1848           | ¿?                                   | ¿?                                       | ¿?                                                       |

1849-1850
| Año (Honbasho) | Haru Basho (marzo) (ciudad de Tokio) | Fuyu Basho (noviembre) (ciudad de Tokio) | Victorias / Derrotas / Ausencias / Empates / Retenciones |
| 1849           | ¿?                                   | ¿?                                       | ¿?                                                       |
| 1850           | ¿?                                   | Jūryō 6 Este 5 - 4 - 1r                  | 5 - 4 - 1r                                               |

1851-1854
| Año (Honbasho) | Haru Basho (febrero) (ciudad de Tokio) | Fuyu Basho (noviembre) (ciudad de Tokio) | Victorias / Derrotas / Ausencias / Empates / Retenciones |
| 1851           | Jūryō 2 Este 3 - 0 - 1e                | Jūryō 2 Este 5 - 1 - 1r                  | 8 - 1 - 1e - 1r                                          |
| 1852           | Maegashira 7 Este 8 - 0 - 1 - 1e       | Maegashira 3 Este 7 - 1 - 1 - 1e         | 15 - 1 - 2 - 2e                                          |
| 1853           | Maegashira 2 Este 6 - 0 - 2 - 1e - 1r  | Maegashira 2 Este 8 - 0 - 2              | 14 - 0 - 4 - 1e - 1r                                     |
| 1854           | Komusibi 1 Este 3 - 3 - 1 - 1e         | Komusibi 1 Este 5 - 1 - 1 - 2e - 1r      | 8 - 4 - 2 - 3e - 1r                                      |

1855
| Año (Honbasho) | Haru Basho (febrero) (ciudad de Tokio) | Victorias / Derrotas / Ausencias / Empates / Retenciones |
| 1855           | Komusibi 1 Este 0 - 0                  | 0 - 0                                                    |

1856-1859
| Año (Honbasho) | Haru Basho (enero) (ciudad de Tokio) | Fuyu Basho (noviembre) (ciudad de Tokio) | Victorias / Derrotas / Ausencias / Empates / Retenciones |
| 1856           | Komusibi 1 Este 4 - 1 - 4 - 1r       | Sekiwake 1 Este 9 - 0 - 1                | 13 - 1 - 5 - 1r                                          |
| 1857           | Sekiwake 1 Este 7 - 1                | Sekiwake 1 Este 7 - 1 - 1 - 1r           | 14 - 2 - 1 - 1r                                          |
| 1858           | Ōzeki 1 Este 5 - 2 - 3               | Ōzeki 1 Este 0 - 0                       | 5 - 2 - 3                                                |
| 1859           | Ōzeki 1 Este 5 - 2 - 3               | Ōzeki 1 Este 3 - 1 - 4 - 1e - 1r         | 8 - 3 - 7 - 1e - 1r                                      |

1860-1861
| Año (Honbasho) | Haru Basho (febrero) (ciudad de Tokio) | Fuyu Basho (octubre) (ciudad de Tokio) | Victorias / Derrotas / Ausencias / Empates / Retenciones |
| 1860           | Ōzeki 1 Este 5 - 2 - 1 - 2e            | Ōzeki 1 Este 5 - 1 - 1                 | 10 - 3 - 2 - 2e                                          |
| 1861           | Ōzeki 1 Este 3 - 1 - 6                 | Ōzeki 1 Este 7 - 2 - 1                 | 10 - 3 - 7                                               |

1862
| Año (Honbasho) | Haru Basho (marzo) (ciudad de Tokio) | Fuyu Basho (noviembre) (ciudad de Tokio) | Victorias / Derrotas / Ausencias / Empates / Retenciones |
| 1862           | Ōzeki 1 Este 6 - 2 - 2               | Ōzeki 1 Este 6 - 1 - 2 - 1e              | 12 - 3 - 4 - 1e                                          |

1863
| Año (Honbasho) | Haru Basho (julio) (ciudad de Tokio) | Fuyu Basho (noviembre) (ciudad de Tokio) | Victorias / Derrotas / Ausencias / Empates / Retenciones |
| 1863           | Ōzeki 1 Este 4 - 3 - 3               | Ōzeki 1 Este 5 - 1 - 1 - 2e              | 9 - 4 - 4 - 2e                                           |

1864
| Año (Honbasho) | Haru Basho (abril) (ciudad de Tokio) | Fuyu Basho (octubre) (ciudad de Tokio) | Victorias / Derrotas / Ausencias / Empates / Retenciones |
| 1864           | Ōzeki 1 Este 5 - 3 - 1 - 1d          | Ōzeki 1 Este 4 - 3 - 3                 | 9 - 6 - 4 - 1d                                           |

1865
| Año (Honbasho) | Haru Basho (febrero) (ciudad de Tokio) | Fuyu Basho (noviembre) (ciudad de Tokio) | Victorias / Derrotas / Ausencias / Empates / Retenciones |
| 1865           | Ōzeki 1 Este 0 - 0 - 10                | —                                        | 0 - 0 - 10                                               |